# Thornburghiella tokunagai
Thornburghiella tokunagai är en tvåvingeart som beskrevs av Duckhouse 1987. Thornburghiella tokunagai ingår i släktet Thornburghiella och familjen fjärilsmyggor. Inga underarter finns listade i Catalogue of Life.